# Henning Palner
Henning Palner (* 18. Juli 1932 in Kopenhagen; † 20. Dezember 2018 ebenda) war ein dänischer Schauspieler und Synchronsprecher.

## Leben und Wirken
Henning Palner absolvierte von 1957 bis 1960 seine Schauspielausbildung an der Staatlichen Schauspielschule in Kopenhagen. Er spielte an zahlreichen Theatern in Dänemark, so auch am Folketeatret, am Aarhus Teater, am Odense Teater und am Königlichen Theater Kopenhagen. Von 1959 bis 2005 war Palner als Schauspieler an mehr als 70 Film- und Fernsehproduktionen beteiligt, zumeist wurde er dabei allerdings in Nebenrollen besetzt.
Palner war auch umfangreich als Synchronsprecher für ausländische Filme und Zeichentrickfilme aktiv und war in mehr als 200 Hörbuch-Produktionen als Sprecher eingesetzt. Seine letzte Sprechrolle hatte er im Jahr 2009 in der dänischen Fassung des Films Oben, wo er die Figur des Carl Fredericksen sprach.
Henning Palner war dreimal verheiratet und hatte eine Tochter. Er starb am 20. Dezember 2018 im Alter von 86 Jahren in Kopenhagen. Seine Grabstätte befindet sich auf dem Bispejerg-Friedhof.

## Filmografie (Auswahl)
- 1977: Oh, diese Mieter (Huset på Christianshavn)
- 1967: Hagbard und Signe (Den røde kappe)
- 1978: Die Olsenbande steigt aufs Dach (Olsen-banden går i krig)
- 1978: Willst du meinen hübschen Bauchnabel sehen? (Vil du se min smukke navle?)
- 1978: Winterkinder (Vinterbjörn)
- 1984: Privatdetektiv Anthonsen (Anthonsen)
- 2005: Der Sonnenkönig (Solkongen)